# محوطه غرب مرغاب
محوطه غرب مرغاب مربوط به دوران پارینه‌سنگی میانی است و در شهرستان خرم بید، بخش مشهد مرغاب، شهر قادرآباد، ۱/۵ کیلومتری جنوب غرب مرغاب واقع شده و این اثر در تاریخ ۱۸ شهریور ۱۳۸۷ با شمارهٔ ثبت ۲۳۲۰۹ به‌عنوان یکی از آثار ملی ایران به ثبت رسیده است.